# Chicago: Music from the Miramax Motion Picture
Chicago: Music from the Miramax Motion Picture é um álbum de compilação contendo a trilha-sonora do filme Chicago de 2002. As canções são interpretadas pelos próprios atores, tendo alguns deles até praticado aulas de canto para a gravação delas. Todas canções presentes no filme foram escritas por John Kander e Fred Ebb, que fizeram a música e a letra, respectivamente. O restante da trilha-sonora, contendo canções instrumentais, foi escrita por Danny Elfman.
| Críticas profissionais                                                      | Críticas profissionais |
| Avaliações da crítica                                                       | Avaliações da crítica  |
| Fonte                                                                       | Avaliação              |
| --------------------------------------------------------------------------- | ---------------------- |
| Allmusic                                                                    | [ 1 ]                  |
| Esta tabela precisa de ser acompanhada por texto em prosa. Consulte o guia. |                        |

## Faixas
| #   | Título                                   | Compositores                                     | Intérpretes                                                                                   | Tamanho |
| --- | ---------------------------------------- | ------------------------------------------------ | --------------------------------------------------------------------------------------------- | ------- |
| 1.  | "Overture/And All That Jazz"             | John Kander (música) e Fred Ebb (letra)          | Catherine Zeta-Jones                                                                          | 6:04    |
| 2.  | "Funny Honey"                            | Kander e Fred Ebb                                | Renée Zellweger                                                                               | 3:39    |
| 3.  | "When You're Good to Mama"               | Kander e Ebb                                     | Queen Latifah                                                                                 | 3:19    |
| 4.  | "Cell Block Tango"                       | Kander e Ebb                                     | Zeta-Jones, Susan Misner, Denise Faye, Deidre Goodwin, Ekaterina Chtchelkanova e Mýa Harrison | 7:22    |
| 5.  | "All I Care About"                       | Kander e Ebb                                     | Richard Gere                                                                                  | 3:48    |
| 6.  | "We Both Reached for the Gun"            | Kander e Ebb                                     | Gere e Christine Baranski                                                                     | 3:59    |
| 7.  | "Roxie"                                  | Kander e Ebb                                     | Zellweger                                                                                     | 3:22    |
| 8.  | "I Can't Do It Alone"                    | Kander e Ebb                                     | Zeta-Jones                                                                                    | 3:51    |
| 9.  | "Mister Cellophane"                      | Kander e Ebb                                     | John C. Reilly                                                                                | 3:57    |
| 10. | "Razzle Dazzle"                          | Kander e Ebb                                     | Gere                                                                                          | 3:47    |
| 11. | "Class"*                                 | Kander e Ebb                                     | Zeta-Jones e Queen Latifah                                                                    | 2:54    |
| 12. | "Nowadays (Roxie)"                       | Kander e Ebb                                     | Zellweger                                                                                     | 2:14    |
| 13. | "Nowadays/Hot Honey Rag"                 | Kander e Ebb                                     | Zellweger e Zeta-Jones                                                                        | 3:28    |
| 14. | "I Move On"**                            | Kander e Ebb                                     | Zellweger e Zeta-Jones                                                                        | 4:00    |
| 15. | "After Midnight"                         | Danny Elfman                                     | Nenhum (instrumental)                                                                         | 3:24    |
| 16. | "Roxie's Suite"                          | Elfman                                           | Nenhum (instrumental)                                                                         | 3:58    |
| 17. | "Cell Block Tango (He Had It Comin')"*** |                                                  | Queen Latifah, Lil' Kim e Macy Gray                                                           | 3:40    |
| 18. | "Love Is a Crime"***                     | Greg Lawson, Denise Rich, Damon Sharpe, Ric Wake | Anastacia                                                                                     | 3:21    |

(*) A sequência na qual "Class" está incluída foi filmada, mas cortada da edição final do filme. Foi mais tarde incluída no DVD e na primeira exibição do filme na televisão pela NBC em 2005.
(**) Escrita por Kander e Ebb especialmente para a adaptação cinematográfica, ou seja, não está incluída no musical original da Broadway.
(***) Faixas bônus de canções que não estão incluídas no filme.

## Prêmios
O álbum ganhou, em 2004, o prêmio Grammy de melhor álbum de compilação da trilha-sonora de um filme, programa de televisão ou de outras mídias.

## Listas
| Chart (2003)                                                     | Peak position |
| ---------------------------------------------------------------- | ------------- |
| U.S. Billboard Top Soundtracks (trilhas-sonoras mais vendidas)   | 1             |
| U.S. Billboard 200 (mais vendidos, geral)                        | 2             |
| U.S. Billboard Top Internet Albums (mais vendidos pela internet) | 2             |
| Billboard Top Canadian Albums (mais vendidos no Canadá)          | 5             |